# RemaxAsia Expo
RemaxAsia Expo («Выставка Ремакс-Азия»)- ежегодная тематическая ярмарка, посвященная расходным материалам для оргтехники, проводимая совместно Китайским советом по продвижению международной торговли и корпорацией Ресайклин Таймс Медиа. С момента основания в 2007 году проводится ежегодно в Китайском международном выставочном центре авиации и космонавтики в Чжухае, признанном мировом центре производства расходных материалов. Ориентированная на профессионалов, выставка Ремакс-Азия становится площадкой для анонсов новинок в индустрии расходных материалов и демонстрации новых продуктов и технологий.
Выставка Ремакс-Азия широко известна как крупнейшая тематическая ярмарка, посвященная расходным материалам для печатающей техники.

## Демонстрируемые товары
Матричные картриджи и риббоны, чернильные картриджи, тонер-картриджи; компоненты и материалы, в том числе чернила, тонеры, чипы, фотобарабаны (OPC), магнитные валы, дозирующие лезвия; оборудование для производства и тестирования; бумага для струйной печати, бумага для печати и копирования, термотрансферная бумага и специальные материалы для печати; ЗИП для принтеров и копировальных аппаратов, компоненты, решения и услуги, такие как технологии, информационные системы, ПО, обучение а также средства массовой информации, относящиеся к индустрии расходных материалов.

## История
- 28-30 июня 2007: проведение первой выставки.
- 19-21 июня 2008: зарегистрировано 5000 посетителей.
- 14-16 октября 2009.
- 26-28 сентября 2010: привлекла 8626 участников, что сделало её крупнейшим событием в области расходных материалов для печатающей техники в мире.
- 13-15 октября 2011: побила предыдущий рекорд посещаемости с показателем в 9 893 посетителя.
- 24-26 сентября 2012.